# Monza (stad)
Monza, een stad met 125.000 inwoners, ligt in de Italiaanse regio Lombardije. Op 29 juli 1900 werd koning Umberto I van Italië in Monza vermoord door de anarchist Gaetano Bresci.

## Geschiedenis
In de stad, en daarbuiten, zijn vondsten gedaan uit de Bronstijd zoals urnen en andere soorten aardewerk, grafvoorwerpen, wapens, olielampen en spelden. In het jaar 222 voor Christus werd de plaats veroverd door de Romeinse consuls Gnaius Cornelius Scipio Calvus en Marcus Claudius Marcellus I. Het bleef gedurende zo'n 600 jaar deel uitmaken van het Romeinse Rijk.
Langs de Lambro kwamen watermolens die de energie leverden voor de lokale industrie. Vanaf het midden van de negentiende eeuw vond de transformatie plaats van traditionele ambachten, zoals zijde- en katoenweven, hoedenproductie en houtbewerking, tot een moderne maakindustrie. De productie van hoeden verhuisde in de zeventiende eeuw van Milaan naar Monza aangetrokken door de lagere productiekosten. Monza werd een van de grootste hoedenproducenten van de wereld. De industrie raakte tijdens de fascistische periode in een crisis en na de oorlog bleef herstel uit.

## Buurten van Monza
- Cazzaniga
- Cederna
- Triante
- San Rocco
- Sant'Albino
- Sant'Alessandro

## Dom van Monza
Midden in het centrum staat de Dom van Monza, die bekleed is met groene en witte kleuren en versierd met fresco's gewijd aan koningin Theodelinde, de stichteres van de kathedraal in de zesde eeuw. Daar ligt ook de IJzeren kroon waarmee tot in de 19e eeuw de koningen van de Longobarden en van Italië werden gekroond. Ze zou aan keizer Constantijn hebben toebehoord en een omgesmede spijker van het Heilig Kruis bevatten. Nog meer verwijzingen naar het christendom zijn er in het bijhorende Museo Civico, waar een tand ligt die van Johannes de Doper geweest zou zijn.

## Sport
Monza is (inter)nationaal voornamelijk bekend omwille van zijn Autodromo Nazionale, het Formule 1-circuit waar elk jaar weer vele autosport-fans naartoe gaan om de grandprix van Italië bij te wonen. Het circuit ligt aan de rand van Monza, dat vroeger tot de belangrijkste steden van Lombardije behoorde. 
AC Monza 1912 is de betaaldvoetbalclub van Monza en speelt haar thuiswedstrijden in het Stadio Brianteo.

## Bekende inwoners van Monza

### Geboren
- Francesco da Milano (1497-1543), luitist en componist
- Paolo Mantegazza (1831-1910), medisch antropoloog
- Mosè Bianchi (1840-1904), kunstschilder
- Enzo Galbiati (1897-1982), politicus
- Giorgio Albani (1929-2015), wielrenner
- Ernesto Brambilla (1934-2020), autocoureur
- Vittorio Brambilla (1937-2001), autocoureur
- Angelo Bonfrisco (1960), voetbalscheidsrechter
- Daniele Massaro (1961), voetballer
- Fabrizio Barbazza (1963), autocoureur
- Filippo Galli (1963), voetballer
- Simona Brambilla (1965), non en prefect
- Pierluigi Casiraghi (1969), voetballer
- Francesco Antonioli (1969), voetballer
- Roberto Pistore (1971), wielrenner
- Emiliano Murtas (1974), wielrenner
- Davide Mandelli (1977), voetballer
- Marco Crespi (1978), golfer
- Stefano Mauri (1980), voetballer
- Luca Antonelli (1987), voetballer
- Marco Fossati (1992), voetballer
- Matteo Pessina (1997), voetballer

### Overleden
- Francesco I van Carrara (1325-1393), heer van Padua
- Umberto I van Italië (1844-1900), koning van Italië
- Renzo Pasolini (1938-1973), motorcoureur
- Jarno Saarinen (1945-1973), motorcoureur